# セッツァーディオ
セッツァーディオ（伊: Sezzadio）は、イタリア共和国ピエモンテ州アレッサンドリア県にある、人口約1,200人の基礎自治体（コムーネ）。

## 地理

### 位置・広がり
| 隣接するコムーネは以下の通り。 - カルペネート - カッシーネ - カステルヌオーヴォ・ボルミダ - カステルスピーナ - ガマレーロ - モンタルド・ボルミダ - プレドーザ - リヴァルタ・ボルミダ |

### 地震分類
イタリアの地震リスク階級 (it) では、3 に分類される
。